# Bunny (film 2005)
Bunny (2005) to tollywoodzki film akcji z wątkiem miłosnym z Allu Arjunem w tytułowej roli. W filmie grają ponadto Prakash Raj  i Gowri Munjal. To trzeci z kolei film aktora cieszący się podobnym sukcesem jak Gangotri i Arya.

## Fabuła
Mahalashmi (Gowri Munjal), ukochana córeczka okrutnego gangstera (Prakash Raj) ma wszystko, czego tylko zapragnie. Gdy była małą dziewczynką, ojciec potrafił zagrozić komuś śmiercią, aby tylko zdobyć upragnioną przez nią lalkę. Teraz, gdy jest studentką,  kupa osiłków strzeże jej tak solidnie, że nikt nie śmie podnieść na nią wzroku. Z radością wraca więc do domu w dniu, gdy ktoś ma odwagę z nią porozmawiać. Śmiałkiem tym jest Bunny (Allu Arjun), zuchwały i uroczy zabijaka, który ma swe powody, aby rozkochać w sobie córkę gangstera.

## Obsada
- Allu Arjun – Bunny
- Gowri Munjal – Mahalakshmi
- Prakash Raj – Somaraju
- Sarath Kumar – Bhupathi Raja
- Mukesh Rishi – Mysamma
- Raghu Babu – Villain Supporter

## Piosenki
- Maaro Maaro
- Va...Va...Va Re Va
- Bunny... Bunny...
- Jabilammavo
- May Ilu May Ilu
- Kanapadaledha